# 蒙布兰莱班
蒙布兰莱班（法語：Montbrun-les-Bains，法語發音：[mɔ̃bʁœ̃ le bɛ̃]）是法国德龙省的一个市镇，位于该省东南部，属于尼永斯区。

## 地理
蒙布兰莱班（44°10'32"N, 5°26'35"E）面积33.26 平方千米，位于法国奥弗涅-罗讷-阿尔卑斯大区德龙省，该省份为法国东南部内陆省份，北起顺时针与伊泽尔省、上阿尔卑斯省、上普罗旺斯阿尔卑斯省、沃克吕兹省和阿尔代什省接壤。
与蒙布兰莱班接壤的市镇（或旧市镇、城区）包括：欧朗、巴雷德利乌尔、费拉西耶尔、梅武永、普莱西昂、雷亚内特、欧雷勒、布朗特。

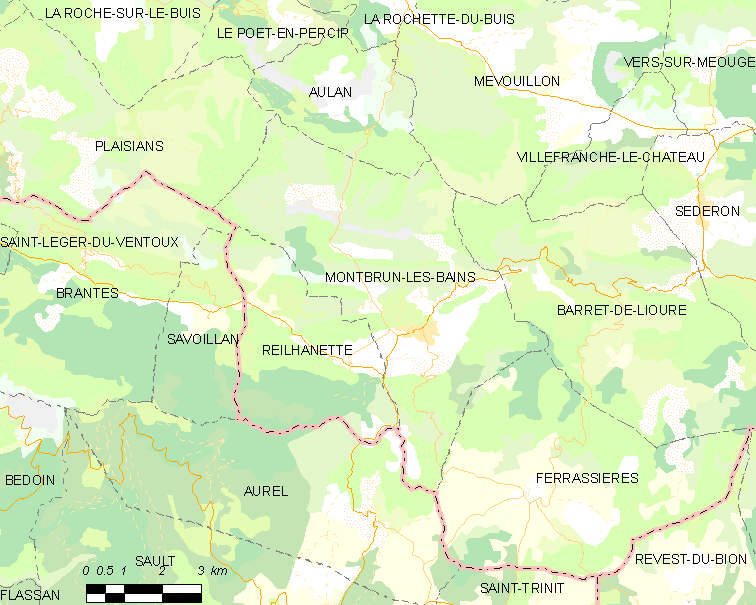
蒙布兰莱班的OSM定位图

蒙布兰莱班的时区为UTC+01:00、UTC+02:00（夏令时）。

## 行政
蒙布兰莱班的邮政编码为26570，INSEE市镇编码为26193。

## 政治
蒙布兰莱班所属的省级选区为尼永斯-巴罗尼县。

## 人口

1962-2008年间蒙布兰莱班人口变化图示

蒙布兰莱班于2022年1月1日时的人口数量为444人。